# Elvis Costello & the Attractions
Elvis Costello & the Attractions – brytyjska grupa rockowa została utworzona w 1976 jako zespół akompaniujacy dla Elvisa Costello  i działająca z przerwami do 1996.
W 2003 Elvis Costello i grupa The Attractions zostali wprowadzeni do Rock and Roll Hall of Fame.

## Skład
- Elvis Costello – śpiew, gitara, instrumenty kalwiszowe
- Steve Nieve – instrumenty klawiszowe
- Bruce Thomas – gitara basowa
- Pete Thomas – perkusja

## Dyskografia
- Live at the El Mocambo (1978)
- This Year's Model (1978)
- Armed Forces (1979)
- Get Happy!! (1980)
- Almost Blue (1981)
- Trust (1981)
- Imperial Bedroom (1982)
- Punch the Clock (1983)
- Goodbye Cruel World (1984)
- Blood & Chocolate (1986)
- All This Useless Beauty (1996)